# Fiat Doblò
A Doblò é um automóvel multiúso produzido pela FIAT. Possui duas variações: minivan e furgão. A minivan, por sua vez, começou a ser produzida pela Fiat do Brasil em 2001. A segunda geração vem nas versões Attractive Flex 1.4 de 85 cv e Essence 16V Flex 1.8 de 130 cv.

## Linha do tempo
- 2000 - Inicio da produção no Mundo;

- 2001 - Inicio da produção no Brasil (Novembro)[2];
- 2003 - Versão Adventure com Motor 1.8 8V de gasolina (GM) (Agosto);
- 2005 - Versão Adventure Estrada Real com motor 1.8 8V de gasolina (GM) (Fevereiro);
- 2006 - Fim da versão Adventure Estrada Real e fim dos motores 1.8 de gasolina (GM) e 1.3 16V Fire (Janeiro);
- 2007 - Versão Adventure com motor 1.8 8V Flex (GM) (Fevereiro);
- 2008 - Versão Adventure TryOn com motor 1.8 8V Flex (GM). Tinha como novidade duas bolsas de água no banco do motorista e do passageiro da frente, desenvolvidas especialmente para ter água em trilhas (Fevereiro);
- 2009 -  Versão Adventure com sistema de diferencial Locker. O motor 1.8 8V Flex (GM) continua e a novidade é o motor 1.8 16V Flex E.Torq (Fevereiro);
- 2010 - Segunda geração com versão Adventure com opção Locker. Novos motores 1.8 8V Flex E.Torq e 1.8 16V Flex E.Torq (Fevereiro);
- 2013 - Versão Adventure Xingu com Locker e motor 1.8 16V Flex E.Torq (Junho);
- 2014 - Facelift no Doblò, versões básica e intermediaria são renomeadas como Essence e Attractive e ganham motor 1.8 8V Flex E.Torq. A versão Adventure tem mudança no estilo e ganha kit Extreme (Julho);
- 2021 - Fim das vendas no Brasil.[3]

## Galeria
- Primeira geração (2000-2009)
- Segunda geração (2010-presente)